# 石龙寺
石龙寺，位于湖北省利川市团堡镇北侧的石龙山顶。是湖北省文物保护单位。

## 沿革
石龙寺原为利川冉氏始祖冉如龙从重庆酉阳来利川之后于此山上修建的冉氏家庙。始建于明洪武年间，后因改土归流等各种原因，冉氏家庙改名世龙寺。清朝乾隆三十二年（1767年），冉氏后人改家庙为佛寺，塑诸佛神像，共乡间祭祀。乾隆五十四年，重修。同治四年（1865年），知县何蕙馨以军需余款二百缗，付太学生边华春经理，兴创义学，之后将义学设于石龙寺内。光绪九年（1883年）施南府知府王庭桢来利川巡视，要求当地士绅将义学迁至团凸山下，而石龙寺保持寺庙。民国二十六年，石龙寺前修建碉楼、后设乡公所。中华人民共和国成立后，寺庙改为粮仓，之后改团堡乡党校。。

## 文物保护情况
2002年11月7日，被湖北省人民政府列入第四批湖北省文物保护单位。
其保护范围为：石龙寺及周围一定范围。以建筑外墙为界，东面向外延伸24米，南面向外延伸30米，西面向外延伸32米，北面向外延伸18米至寺院现有围墙。
其建设控制地带为：以保护范围为界，东面向外延伸55米，南面向外延伸65米，西面向外延伸70米，北面向外延伸50米至石龙寺所在山包山脚。